# Янг-стрит
Янг-стрит (англ. Yonge Street) — улица в Торонто (Канада). До 1999 года она признавалась книгой рекордов Гиннесса самой длинной улицей в мире (1896 км). Впоследствии было уточнено, что Янг-стрит переходит в шоссе № 11, и признанная длина её составляет 53 мили (86 км).
Улица начинается в самом центре Торонто, от набережной озера Онтарио, и, разрезая город надвое, уходит на север, к озеру Симко.
Считается, что изначально части улицы Янг были индейской тропой. Ей также пользовались многие европейские первооткрыватели и войска. Затем в 1793 году Джон Симко назвал улицу в честь своего друга сэра Джорджа Янга (1731—1812), британского государственного секретаря по делам войны (1783—1784, 1793—1794), депутата британского парламента, губернатора Капской колонии (1799—1801), баронета, и заставил владельцев прилежащих к улице участков земли расчистить местность и сделать её проезжей. С 1816 года по ней начали регулярно двигаться повозки и к середине XIX века Янг-стрит стала центральной улицей Торонто.
Сейчас вдоль улицы внутри городской черты проходит метрополитен, она обладает широкими тротуарами.